# سخاميات
السخاميات أو الدخاناوات أو القتماوات (الاسم العلمي: Capnodiaceae)، فصيلة فطور من الفطريات الزقية ورتبة السخاماوات.
تتوزع أنواعها على نطاق واسع، وهي منتشرة بشكل خاص في المناطق المدارية وشبه المدارية، وكذلك الغابات المطيرة المعتدلة.